# Paraliparis grandis
Paraliparis grandis és una espècie de peix pertanyent a la família dels lipàrids.

## Descripció
- Fa 38 cm de llargària màxima.[5][6]

## Depredadors
A les illes Kurils és depredat per Anoplopoma fimbria.

## Hàbitat
És un peix marí i batidemersal que viu entre 105 i 1.995 m de fondària.

## Distribució geogràfica
Es troba al Pacífic nord-occidental: el mar d'Okhotsk i l'est de Kamtxatka.

## Observacions
És inofensiu per als humans.